# Rodrigo de Velasco
Rodrigo de Velasco (? - Villamuriel, 1425) fue un eclesiástico español, arcediano de Treviño en la catedral de Burgos 
y desde 1418 obispo de Palencia.
Su episcopado estuvo marcado por sus constantes desavenencias con el cabildo: los canónigos creían tener derecho a la percepción de las rentas de los curas y beneficiados, llegando incluso al enfrentamiento violento y desacatando repetidamente la disciplina impuesta por el obispo, en un litigio que duró más que la vida de este.
Don Rodrigo murió en 1425 cuando su cocinero, un extranjero llamado Juan, supuestamente loco, le golpeó en la cabeza con una porra con clavos.
| Predecesor: Alonso de Argüello | Obispo de Palencia 1418 – 1425 | Sucesor: Gutierre Álvarez de Toledo |